# Kézilabda a 2016. évi nyári olimpiai játékokon
A 2016. évi nyári olimpiai játékokon a kézilabdatornákat augusztus 6. és 21. között rendezték meg. A férfi és a női tornán is 12 csapat vehetett részt. A férfiaknál a címvédő a francia, a nőknél a norvég válogatott.
A tornára egyik magyar válogatott sem jutott ki, mert a férfi válogatott a 2016-os Európa-bajnokságon a 12., a női válogatott a 2015-ös világbajnokságon a 11. helyen végzett, így egyik helyezés sem ért olimpiai selejtezőtornát.

## Éremtáblázat
(A táblázatokban az egyes számoszlopok legmagasabb értéke vagy értékei vastagítással kiemelve.)
| A 2016. évi nyári olimpiai játékok éremtáblázata kézilabdában | A 2016. évi nyári olimpiai játékok éremtáblázata kézilabdában | A 2016. évi nyári olimpiai játékok éremtáblázata kézilabdában | A 2016. évi nyári olimpiai játékok éremtáblázata kézilabdában | A 2016. évi nyári olimpiai játékok éremtáblázata kézilabdában | Olimpia  |
| ------------------------------------------------------------- | ------------------------------------------------------------- | ------------------------------------------------------------- | ------------------------------------------------------------- | ------------------------------------------------------------- | -------- |
|                                                               | Ország                                                        | Arany                                                         | Ezüst                                                         | Bronz                                                         | Összesen |
| 1.                                                            | Dánia (DEN)                                                   | 1                                                             | 0                                                             | 0                                                             | 1        |
| 1.                                                            | Oroszország (RUS)                                             | 1                                                             | 0                                                             | 0                                                             | 1        |
|                                                               |                                                               |                                                               |                                                               |                                                               |          |
| 3.                                                            | Franciaország (FRA)                                           | 0                                                             | 2                                                             | 0                                                             | 2        |
|                                                               |                                                               |                                                               |                                                               |                                                               |          |
| 4.                                                            | Németország (GER)                                             | 0                                                             | 0                                                             | 1                                                             | 1        |
| 4.                                                            | Norvégia (NOR)                                                | 0                                                             | 0                                                             | 1                                                             | 1        |
|                                                               |                                                               |                                                               |                                                               |                                                               |          |
| Összesen                                                      | Összesen                                                      | 2                                                             | 2                                                             | 2                                                             | 6        |

## Érmesek

### Férfi torna
| A 2016. évi nyári olimpiai játékok érmesei férfi kézilabdában | A 2016. évi nyári olimpiai játékok érmesei férfi kézilabdában | A 2016. évi nyári olimpiai játékok érmesei férfi kézilabdában | A 2016. évi nyári olimpiai játékok érmesei férfi kézilabdában |
| --- | --- | --- | ------------------------------------------------------------- |
| Arany | Ezüst | Bronz |                                                               |
| Dánia (DEN) | Franciaország (FRA) | Németország (GER) |                                                               |
| Niklas Landin Jacobsen Mads Christiansen Mads Mensah Larsen Casper Ulrich Mortensen Jesper Nøddesbo Jannick Green Lasse Svan Hansen René Toft Hansen Henrik Møllgaard Kasper Søndergaard Henrik Toft Hansen Mikkel Hansen Morten Olsen Michael Damgaard | Olivier Nyokas Daniel Narcisse Vincent Gérard Nikola Karabatić Kentin Mahé Mathieu Grébille Thierry Omeyer Timothey N’Guessan Luc Abalo Cédric Sorhaindo Michaël Guigou Luka Karabatić Ludovic Fabregas Adrien Dipanda Valentin Porte | Uwe Gensheimer Finn Lemke Patrick Wiencek Tobias Reichmann Fabian Wiede Silvio Heinevetter Hendrik Pekeler Steffen Weinhold Martin Strobel Patrick Groetzki Kai Häfner Andreas Wolff Julius Kühn Christian Dissinger Paul Drux |                                                               |

### Női torna
| A 2016. évi nyári olimpiai játékok érmesei női kézilabdában | A 2016. évi nyári olimpiai játékok érmesei női kézilabdában | A 2016. évi nyári olimpiai játékok érmesei női kézilabdában | A 2016. évi nyári olimpiai játékok érmesei női kézilabdában |
| --- | --- | --- | ----------------------------------------------------------- |
| Arany | Ezüst | Bronz |                                                             |
| Oroszország (RUS) | Franciaország (FRA) | Norvégia (NOR) |                                                             |
| Anna Szedojkina Polina Kuznyecova Darja Dmitrieva Anna Szeny Olga Akopjan Anna Vjahireva Marina Szudakova Vladlena Bobrovnyikova Viktorija Zsilinszkajtye Jekatyerina Marennyikova Irina Bliznova Jekatyerina Iljina Maja Petrova Tatyjana Jerohina Viktorija Kalinyina | Laura Glauser Blandine Dancette Camille Ayglon Allison Pineau Laurisa Landre Grâce Zaadi Marie Prouvensier Amandine Leynaud Manon Houette Siraba Dembélé Chloé Bulleux Tamara Horacek Béatrice Edwige Estelle Nze Minko Gnonsiane Niombla Alexandra Lacrabère | Kari Aalvik Grimsbø Mari Molid Emilie Hegh Arntzen Ida Alstad Veronica Kristiansen Heidi Løke Nora Mørk Stine Bredal Oftedal Marit Malm Frafjord Katrine Lunde Linn-Kristin Riegelhuth Koren Amanda Kurtović Camilla Herrem Sanna Solberg |                                                             |